# Günther Schwietzke
Johann Günther Schwietzke (* 19. März 1903 in Düsseldorf; † 10. Mai 1991 in Kierspe) war ein deutscher Metallurg, Unternehmer und Hochschullehrer.

## Leben
Nach dem Abitur 1922 in Düsseldorf studierte Günther Schwietzke Metallhüttenkunden an der RWTH Aachen. Zu Beginn des Studiums wurde er Mitglied des Corps Delta. 1928 legte er das Diplom-Examen ab und trat in das väterliche Unternehmen in Düsseldorf, die J. G. Schwietzke, Metallwerke, ein, wo er die Betriebsleitung der Metallgießerei übernahm. Aus der Industrietätigkeit heraus wurde er 1932 an der RWTH Aachen zum Dr.-Ing. promoviert. Nach dem Zweiten Weltkrieg übernahm Schwietzke die Geschäftsführung des väterlichen Unternehmens, das er bis 1970 leitete. 1951 habilitierte er sich im Fach Metallhüttenkunde an der RWTH Aachen, die ihn 1962 zum außerplanmäßigen Professor ernannte. Wissenschaftlich befasste er sich mit den technischen und wirtschaftlichen Grundlagen des Gießereiwesens, insbesondere von NE-Schwermetallen. Er starb auf seinem Gut und Jagdsitz Haus Rhade in Kierspe. Er gehörte dem Verein Deutscher Ingenieure (VDI) mit der Mitgliedsnummer 490244 an.

## Auszeichnungen
- 1969, Adolf-Ledebur-Denkmünze des Vereins deutscher Gießereifachleute[2]
- Ehrenbursch des Corps Delta

## Schriften
- Über Porositäts-Erscheinungen und -Ursachen in Nichteisenmetallguß, 1931
- J. G. Schwietzke, Metallwerke, Düsseldorf: Gegr. 1870, 1934
- Die technischen und wirtschaftlichen Grundlagen von NE-Schwermetall-Verbundguß, 1953
- Vereinfachte Berechnung und Gleitlager-Auswahlliste für Gleitlager mit Flüssigkeitsreibung, 1961
- Wasserschloss Haus Rhade, 1985